# Comitato francese di Liberazione nazionale
Il Comitato francese di Liberazione Nazionale (CFLN) è l'entità di governo francese attiva dal giugno 1943, risultato della fusione di due autorità che partecipavano alla seconda guerra mondiale a fianco degli Alleati: il Comitato Nazionale Francese di Londra, guidato dal generale Charles de Gaulle, a capo della Francia libera, e il Comando civile e militare d'Algeri, guidato dal generale Henri Giraud, al fine di unificare lo sforzo francese nella guerra e per preparare la Liberazione della Francia. Il CFLN lasciò il posto il 3 giugno 1944 al Governo provvisorio della Repubblica francese (GPRF).

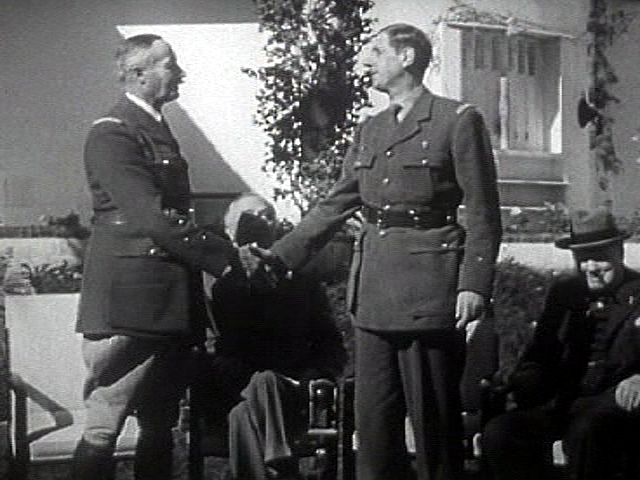
Henri Giraud e Charles de Gaulle alla Conferenza di Casablanca.